# Csőbomba
A csőbomba egy terrorista fegyver.

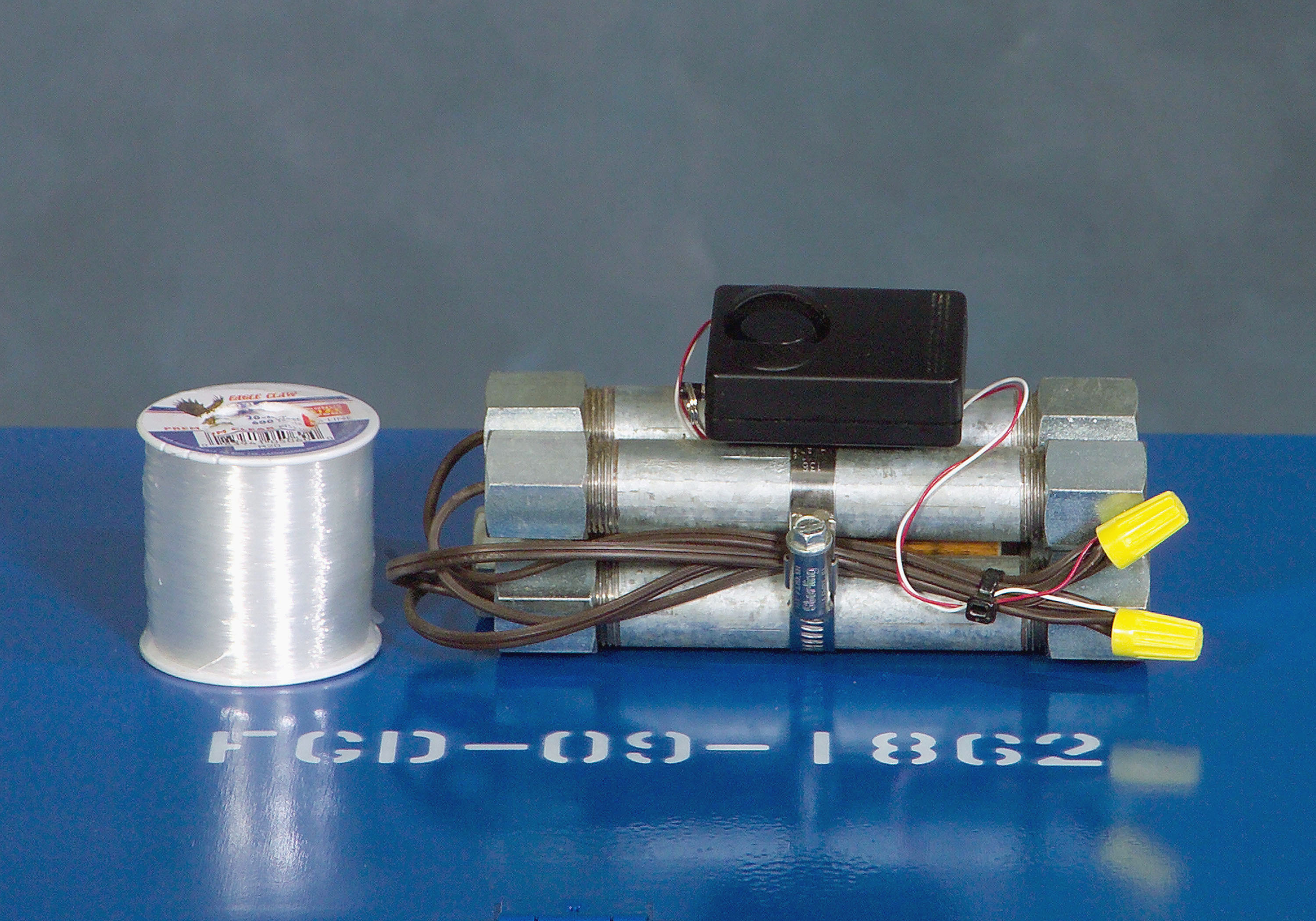
Csőbomba

Könnyű elkészíteni, de viszonylagosan nagy romboló hatással bír. Nevét alakjáról, valamint arról kapta, hogy elkészítéséhez általában egy csövet használnak fel, amelynek mindkét végét lezárják.

## Leírása
A csőbomba egy olyan csőből áll, amelynek belsejébe általában házilagosan készített puskaport, robbanóanyagot tesznek, általában szegekkel és olyan anyagokkal kibélelve, amelyek a repeszhatás növelésére szolgálnak. A pusztítóerő növelésének érdekében sokszor a csövet is több helyen befűrészelik, meggyengítik. A cső mindkét végét lezárják, és az egyik végébe a gyújtószerkezetet helyeznek el. Ez lehet időzített vagy távirányítású. A gyújtószerkezet mozgásérzékelővel vagy fényérzékelővel is kapcsolatba hozható, ezért nem szabad egy ilyen szerkezethez hozzányúlni, ha valaki esetleg valahol felfedezne egyet.

## Csőbombával elkövetett nevezetesebb merényletek
- Robbantás az M2-es metróban, 1989. február 17. (nincsenek halottak vagy sebesültek)[forrás?]
- Felsőőri merénylet, 1995. február 5. (négy halott)[forrás?]